# Milde (flod)
 Ikke at forveksle med Milde (å).
Milde er en 39 km lang flod, der udspringer i Gardelegen i Sachsen-Anhalt. Milde udgør første del af Milde-Biese-Aland-systemet, der munder ud i Elben.
Ved Milde findes den lille by Kalbe, der på grund af sine mange broer over Milde også kaldes Lille Venedig. Her begynder Mildedalen, et af de frodigste landskaber i det centrale Altmark. Efter yderligere 15 km skifter Milde navn til Biese ved byen af samme navn.
52°43′01″N 11°31′19″Ø / 52.717°N 11.522°Ø